# Usme
Usme es la localidad número 5 del Distrito Capital de Bogotá. Se encuentra ubicada en el suroriente de la ciudad de Bogotá. Fue un antiguo municipio del departamento de Cundinamarca hasta 1954, cuando se incorporó a la metrópoli.

## Toponimia
El topónimo Usme proviene de "Uta de Usme", que en idioma chibcha ("Uze-me") significa “tu nido” o “nido de amor”, en honor a la princesa muisca Usminia, hija del zipa Saguamanchica, Zipa de Bacatá.
En 1650, durante la época de la colonia, se le dio el nombre de San Pedro de Usme, al ser constituido como parroquia. Posteriormente, en 1911, fue conformado como el municipio de Usme.

## Geografía

### Límites
| Noroeste: Localidad de Tunjuelito (Río Tunjuelo UPZ Venecia)                                                                           | Norte: Localidad de Rafael Uribe Uribe (Cerros de Juan Rey UPZ Diana Turbay) | Nordeste: Localidad de San Cristóbal (UPZ Los Libertadores, Cerros Orientales Cuenca Río Fucha) |
| Oeste: Localidad de Ciudad Bolívar (UPZ Mochuelo, Cerro Doña Juana y Río Tunjuelo; Veredas Mochuelo Alto, Pasquilla, Pasquillita)      |                                                                              | Este: Chipaque                                                                                  |
| Suroeste: Localidad de Ciudad Bolívar (veredas Santa Rosa, Santa Bárbara, Las Mercedes y Las Margaritas) Soacha (vereda Romeral) Pasca | Sur: Localidad de Sumapaz (Alto de los Tunjos, sitio Bocagrande)             | Sureste: Une                                                                                    |

### Hidrografía
En la zona urbana de la localidad existen varias quebradas, las cuales no están canalizadas y llevan en su cauce desechos del alcantarillado que desembocan en el río Tunjuelo. La principal quebrada de la localidad es la quebrada Yomasa, que colinda con las Avenidas Boyacá y Caracas. De igual manera, se resaltan las quebradas Fucha, Chuniza y Santa Librada.
A pocos metros de la Troncal Caracas de TransMilenio, en la localidad de Tunjuelito, se ubica la zona de canteras, la cual ha ocasionado diversas inundaciones en el sur de la ciudad durante las temporadas invernales. Para evitar esto, en la localidad de Usme se construyó la presa de Cantarrana.
Usme es vecina a la localidad de Sumapaz, en donde se encuentra el páramo más grande del mundo; debido a esto, Usme se encuentra como una de las poblaciones más ricas en recursos hídricos.
A pocos kilómetros de la plaza fundacional se encuentra La Regadera, una represa pequeña construida para contener la aguas puras del río Tunjuelo. Existen también muchos espacios de aves, mamíferos, reptiles, fauna y flora, que pueden ser disfrutados por la comunidad. 
- Humedal Laguna de Chinará: Es un humedal que no se encuentra reconocido oficialmente por el Distrito Capital.

## Historia
El territorio de Usmeaica estuvo habitado al menos desde finales del Pleistoceno, aproximadamente 14.000 A. C. en el periodo que se conoce como cazadores-recolectores, como lo demuestran los registros arqueológicos que se han encontrado en las zonas altas que rodearon el lago pleistocénico que dominaba la sabana de Bogotá, como la Hacienda Tequendama o El Abra.
En los siglos siguientes se desarrolló la agricultura y la alfarería en el periodo formativo que se denominó Cultura Herrera para los habitantes del centro de lo que hoy es Colombia. Pasados varios siglos, los habitantes de Usme alcanzaron sociedades de cacicazgo y fueron denominados Aldoas por los demás habitantes de la Sabana, para posteriormente ser dominados militarmente por el zipa Saguamanchica. El territorio fue disputado por el cacique de Ubaque y finalmente sometido por los conquistadores españoles tras violentos encuentros, como lo dejan ver hallazgos arqueológicos.
El pueblo de Usme fue fundado en 1650 como San Pedro de Usme, convirtiéndose en el centro de una zona rural dedicada a la agricultura que proveía parte importante de los alimentos de la capital.
Durante la época de la Independencia, se formó en Usme una guerrilla independentista liderada por un patriota de apellido Sierra. Esta guerrilla fue disuelta por las tropas realistas, y su líder fue fusilado por orden del virrey Juan Sámano.Durante el siglo XIX, en diferentes oportunidades, el territorio de Usme también fue refugio para diferentes grupos militares, tanto del partido Conservador como del partido Liberal. Novelistas como Soledad Acosta de Samper también registraron en varias de sus obras espacios rurales y urbanos de lo que hoy es la localidad.
En 1911 se convierte en municipio, con el nombre de Usme, destacándose a la vez por los conflictos y luchas entre colonos, arrendatarios y aparceros por la tenencia de la tierra. Esta situación cambia a mediados de siglo XX, cuando se parcelan las tierras que eran destinadas a la producción agrícola para dar paso a la explotación de materiales para la construcción, lo cual convirtió a la zona en fuente importante de recursos para la urbanización de lo que es hoy la ciudad de Bogotá gracias a las ladrilleras que se encuentran en sus límites con los cerros orientales del sur de la ciudad. Desde ese entonces, la localidad cuenta con areneras y canteras cuestionadas por el daño ambiental que causan a uno de los pulmones ecológicos de Bogotá.
En 1954 el Decreto Nacional 3640 incorporó el municipio de Usme a Bogotá, pasado a convertirse en Localidad y por ende a pertenecer al mapa de la ciudad de Bogotá con la expedición del Acuerdo 2 de 1992. La Localidad es administrada por la Alcaldía Local y la Junta Administradora Local (JAL).

### Desplazamiento, Especulación inmobiliaria y venta ilegal de terrenos

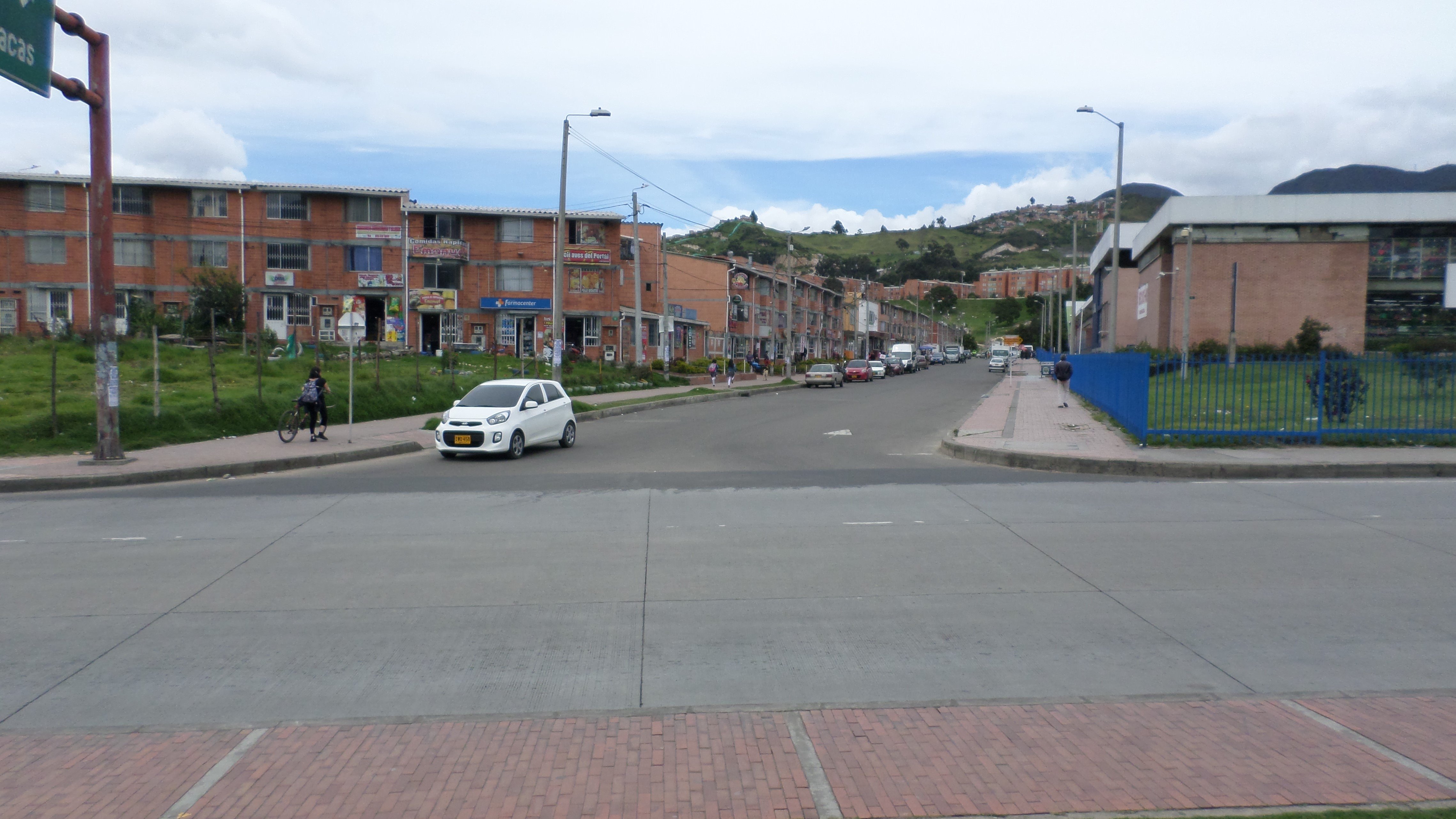
Una calle de Usme.

En Usme han sido frecuentes los casos de desplazamiento y especulación inmobiliaria, debido a que una buena parte de los suelos de la localidad aún corresponden al área rural. Por ello, muchos constructores e inescrupulosos han aprovechado para realizar la compraventa de terrenos y viviendas, de manera legal e ilegal. Muchos de estos casos han sido controlados por los llamados "tierreros", que son bandas delincuenciales o delincuentes particulares encargados de vender, de manera ilegal y con documentos falsos, terrenos o viviendas en lotes públicos o privados, áreas de reserva forestal o zonas de alto riesgo. Usme es una de las 14 localidades de Bogotá con mayor riesgo de venta ilegal de terrenos, especialmente terrenos públicos, además de invasiones ilegales por parte de personas en situación de pobreza.
En julio de 2019 el Consejo Territorial de Planeación (CTP) recomendó a la alcaldía de Enrique Peñalosa no continuar con la expansión del perímetro urbano de la ciudad, específicamente en la UPZ Ciudad Usme, y por el contrario, enfocarse en la renovación y densificación, debido a que el afán por la incorporación de nuevos suelos al área urbana crea una expectativa de valorización de la tierra que incrementa de manera descontrolada los precios de la tierra y la vivienda en toda la ciudad, enriqueciendo a unos pocos especuladores.

### Área de reserva arqueológica

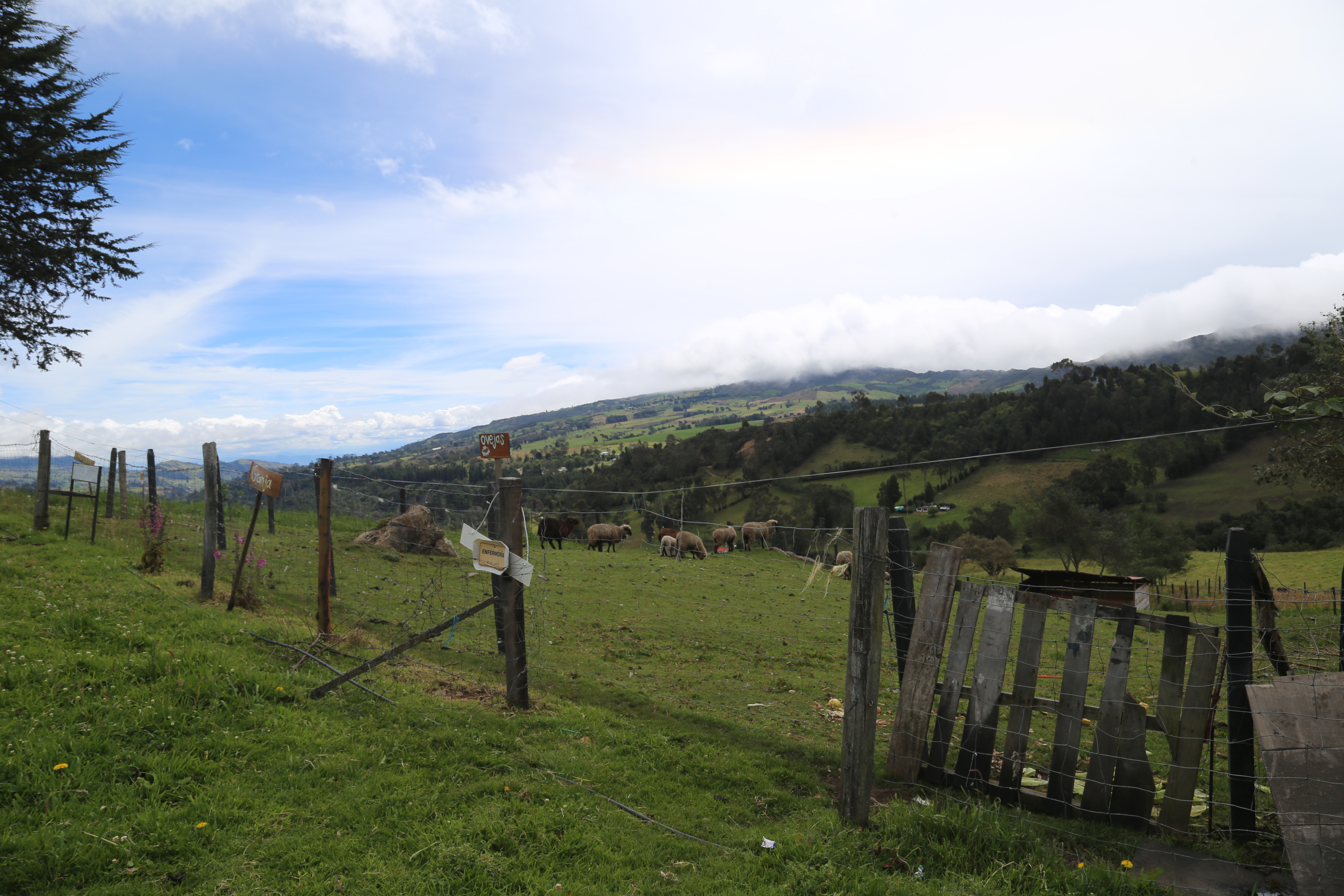
Finca ubicada en la Vereda Los Arrayanes Localidad 5 (Usme) Bogotá D.C. - Colombia

En Usme se encuentra la primera área de reserva arqueológica de Bogotá, en la zona conocida como Hacienda El Carmen, con aproximadamente 30 hectáreas de extensión. En el año 2008 se inició la construcción del proyecto de edificios de apartamentos conocido como "Usme Ciudad del Futuro". Mientras se hacían las excavaciones para los cimientos, fueron hallados 135 restos humanos y cerca de 300.000 fragmentos de cerámica, pertenecientes a la cultura muisca. Desde entonces el Instituto Colombiano de Antropología e Historia (ICANH) y la Secretaría de Cultura de Bogotá intervinieron la zona para asegurar la protección de los hallazgos arqueológicos. El alcalde (en ese entonces) Gustavo Petro propuso suspender la construcción de apartamentos en la zona; también propuso el inicio de actividades culturales y museísticas. Desde entonces, se ha organizado un movimiento que reúne a campesinos, indígenas y habitantes de la ciudad alrededor de la defensa del patrimonio arqueológico, el medioambiente, las prácticas campesinas y la propiedad de la tierra

## Política local
El gobierno local se compone de la Junta Administradora Local y el Alcalde local (designado mediante terna por el Alcalde Mayor). Al ser parte del Distrito Capital, todas las entidades y corporaciones de orden distrital tienen jurisdicción en la localidad. La alcaldía se encuentra ubicada en la Cl. 137 Sur # 3a - 44.
| Partido            | Partido | Escaños |
| ------------------ | ------- | ------- |
|                    | PL      | 2/9     |
|                    | PH      | 2/9     |
|                    | AV      | 2/9     |
|                    | NL/EM   | 1/9     |
|                    | CR/M    | 1/9     |
| Centro Democrático | CD      | 1/9     |
|                    |         |         |

## Geografía Humana
La localidad se encuentra separada del casco urbano principal de la ciudad, aunque incluye varios barrios del sur con extensas zonas rurales. La Localidad de Usme está conformada por varias Unidades de Planeamiento Local (UPL).) En total, Usme posee más de 120 barrios y 17 veredas.
| Localidad de Usme  | |
| UPL                | Barrio |
| Cerros Orientales  | Buenos Aires, Costa Rica, Doña Liliana, El Bosque km 11, Juan José Rondón, Juan José Rondón II Sector, La Cabaña, La Esperanza, La Flora-Parcelación San Pedro, Las Violetas, Los Arrayanes, Los Soches, Tihuaque, Unión, Villa Diana, Villa Rosita |
| Rafael Uribe Uribe | Alaska, Arrayanes, Danubio Azul, Daza Sector II, Duitama, El Porvenir, El Porvenir II Sector, Fiscala II La Fortuna, Fiscala Sector Centro, La Fiscala-Los Tres Laureles, La Fiscala-Lote 16, La Fiscala-Lote 16A, La Fiscala Sector Daza, La Fiscala Sector Norte, La Fiscala Sector Rodríguez, La Morena I, La Morena II, La Morena II (Sector Villa Sandra), Nueva Esperanza, San Martín, Villa Neiza, Picota Sur, Porvenir. |
| Rafael Uribe Uribe | Almirante Padilla, Altos del Pino, Arizona, Barranquillita, Benjamin Uribe, Betania, Betania II, Bolonia, Bulevar del Sur, Casa Loma II, Casa Rey, Casaloma, Compostela I, Compostela II, Compostela III, El Bosque, El Cortijo, El Curubo, El Jordán, El Nevado, El Pedregal, El Recuerdo Sur, El Refugio, El Refugio Sector Santa Librada, El Rosal-Mirador, El Rubí II Sector, Gran Yomasa I, Gran Yomasa II, La Andrea, La Aurora, La Cabaña, La Esperanza, La Fortaleza, La Regadera km 11, La Regadera Sur, Las Granjas de San Pedro (Santa Librada), Las Viviendas, Los Tejares Sur II Sector, Nuevo San Andrés de Los Altos, Olivares, Salazar Salazar, San Andrés Alto, San Felipe, San Isidro Sur, San Juan Bautista, San Juan I, San Juan II, San Juan II y III, San Luis, San Pablo, Santa Librada, Santa Librada-La Esperanza, Santa Librada-La Sureña, Santa Librada-Los Tejares (Gran Yomasa), Santa Librada Norte, Santa Librada-San Bernardino, Santa Librada-San Francisco, Santa Librada-Salazar Salazar, Santa Librada Sector La Peña, Santa Marta II, Santa Martha, Sierra Morena, Tenerife II Sector, Urbanización Costa Rica-San Andrés de los Altos, Urbanización Brasilia II Sector, Urbanización Brasilia Sur, Urbanización Cartagena, Urbanización La Andrea, Urbanización La Aurora II, Urbanización Miravalle, Urbanización Tequendama, Valles de Cafam, Vianey, Villa Alejandría, Villa Nelly, Villas de Santa Isabel (Parque Entrenubes), Villas del Edén, Yomasita. |
| Rafael Uribe Uribe | Alfonso López Sector Charalá, Antonio José de Sucre I, II y III, Bellavista Alta, Bellavista II Sector, Bosque El Limonar, Bosque El Limonar II Sector, Brazuelos, Brazuelos Occidental, Brazuelos-El Paraíso, Brazuelos-La Esmeralda, Centro Educativo San José, Chapinerito, Chicó Sur, Chicó Sur II, Ciudadela Cantarrana I, II y III Sector, Comuneros, El Brillante, El Espino, El Mortiño, El Rubí, El Tuno, El Uval, El Virrey Última Etapa, Finca La Esperanza, La Esmeralda-El Recuerdo, La Esperanza km 10, Las Brisas, Las Flores, Las Mercedes, Lorenzo Alcantuz I, Lorenzo Alcantuz II, Los Altos del Brazuelo, Marichuela III, Monteblanco, Montevídeo, Nuevo San Luis, San Joaquín-El Uval, Sector Granjas de San Pedro, Tenerife, Urbanización Chuniza I, Urbanización Jarón Monte Rubio, Urbanización Líbano, Urbanización Marichuela, Usminia, Villa Alemania, Villa Alemania II Sector, Villa Anita Sur, Villa Israel, Villa Israel II. |
| Usme Entrenubes    | Alfonso López Sector Buenos Aires, Alfonso López Sector El Progreso, Brisas del Llano, El Nuevo Portal, El Paraíso, El Portal II Etapa, El Progreso Usme, El Refugio I y II, El Triángulo, El Uval (Bogotá), La Orquídea Usme, La Reforma, Nuevo Porvenir, Nuevo Progreso-El Progreso II Sector, Portal de La Vega, Portal de Oriente, Portal del Divino, Puerta al Llano, Puerta al Llano II, Refugio I, Villa Hermosa |
| Usme Entrenubes    | Arrayanes, Bolonia, El Bosque Central, El Nuevo Portal II, El Refugio I, La Esperanza Sur, Los Olivares, Pepinitos, Tocaimita Oriental, Tocaimita Sur. |
| Usme Entrenubes    | Ciudadela El Oasis, Brisas del Llano, Usme-Centro, El Bosque km 11, El Pedregal-La Lira, El Salteador, La María. |

## Vías de acceso
| Avenida                                               | Trazado | Ciclovías |
| ----------------------------------------------------- | --- | --------- |
| Caracas                                               | Entre las Calles 55 Bis Sur a 56 Sur hasta la Calle 139 Sur | No        |
| Boyacá                                                | Desde Río Tunjuelo hasta Calle 115 Sur-Carrera 8 Este (Portal del Divino) | No        |
| Autopista al Llano (nueva)                            | Desde Calle 115 Sur-Carrera 8 Este (Avenida Boyacá en Portal del Divino) hasta Túnel Boquerón dentro de los Cerros Orientales (Límites con Chipaque) Comunica mas allá, con la Provincia de Oriente y la Región de la Orinoquía hasta San José del Guaviare. | No        |
| Vía a Sumapaz                                         | Desde Calle 139 Sur hasta Lago Chisacá y Parque Nacional Natural de Sumapaz (Límites con la Localidad de Sumapaz) | No        |
| Avenida Circunvalar (antigua Vía al Llano al sureste) | Entre Diagonal 71 Sur y Calle 74 Sur hasta Autopista al Llano | No        |

## Transporte público
En el marco del Sistema Integrado de Transporte Público, la localidad de Usme está cubierta casi en su totalidad con la Zona 12 Usme, operada por Gran Américas Usme S.A.S, pero la parte del barrio Tihuaque pertenece a la zona 13 San Cristóbal operada por Consorcio Express, de donde parten servicios urbanos que circulan por la Avenida de los Cerros (también llamada Antigua Vía al Llano, Avenida Circunvalar o Avenida Villavicencio) y un servicio alimentador hacia el Portal 20 de Julio de la troncal Carrera Décima. Parte de la zona rural de Usme será cubierta con servicios especiales que tendrán como destino la localidad de Sumapaz. 

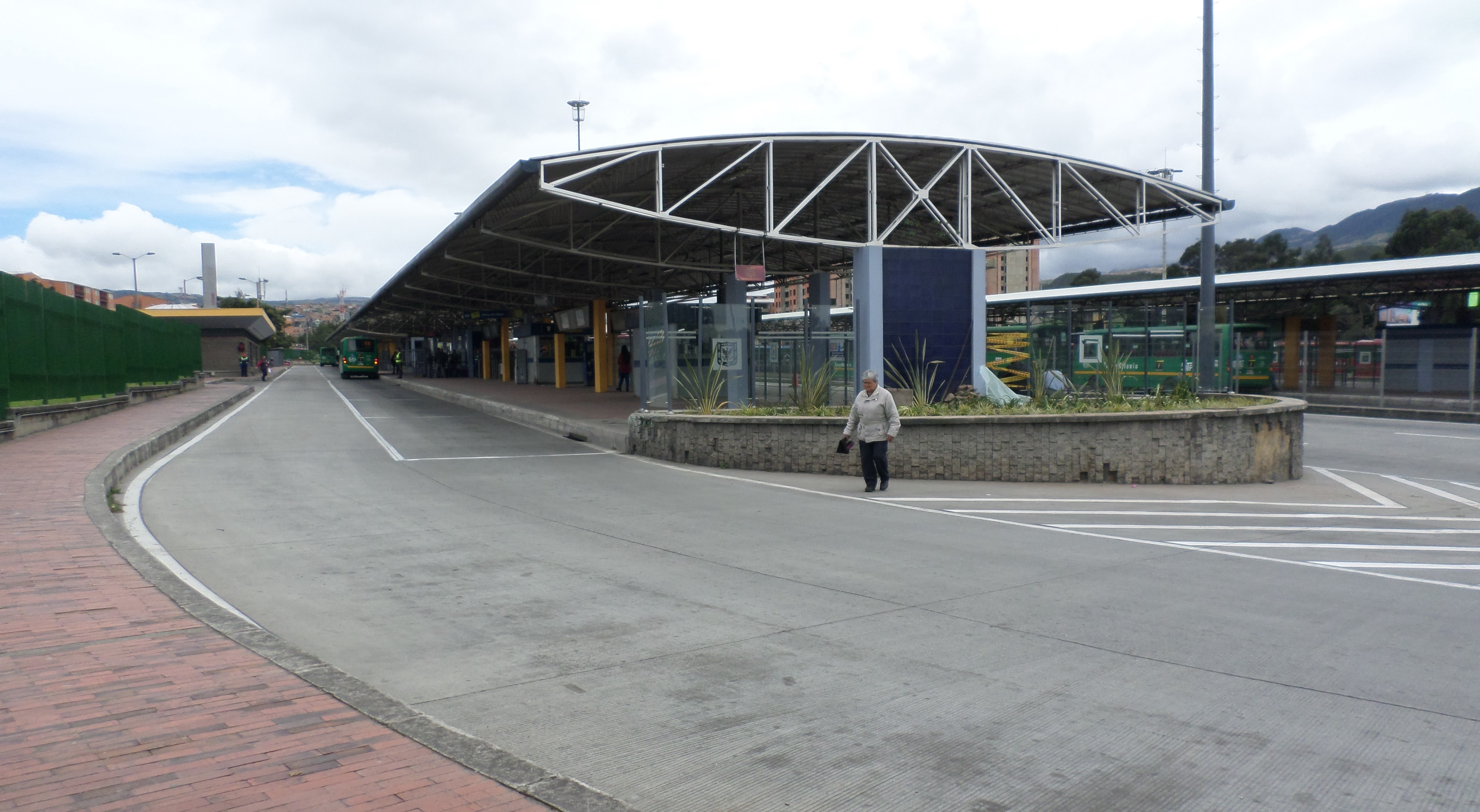
Vista del Portal Usme de TransMilenio.

| Portal Usme (Afluente sur) | Portal 20 de Julio (Afluente norte) |
| --- | ----------------------------------- |
| - 3-2 Santa Librada - 3-3 Chuniza - 3-4 Alfonso López - 3-5 Usminia - 3-8 El Virrey - 3-9 Marichuela - 3-10 Usme Centro - 3-11 La Fiscala - 3-12 Esperanza Sur-Bosque - 3-13 Nebraska - 3-14 El Uval | 13-9 Tihuaque                       |

## Economía
Según estadísticas del Departamento Nacional de Planeación la localidad de Usme cuenta aproximadamente con un 70% de zona rural en donde la mayoría de habitantes se dedican principalmente a la agricultura y minoritariamente a la ganadería, distribuyendo productos como la papa, la cebolla, el cilantro, las fresas, la arveja, la curuba, entre otros, hacia la ciudad de Bogotá D.C., y municipios aledaños entre los departamentos de Cundinamarca y Meta.
Entre sus residentes predominan los estratos socioeconómicos 1, 2 y 3. 

## Cultura

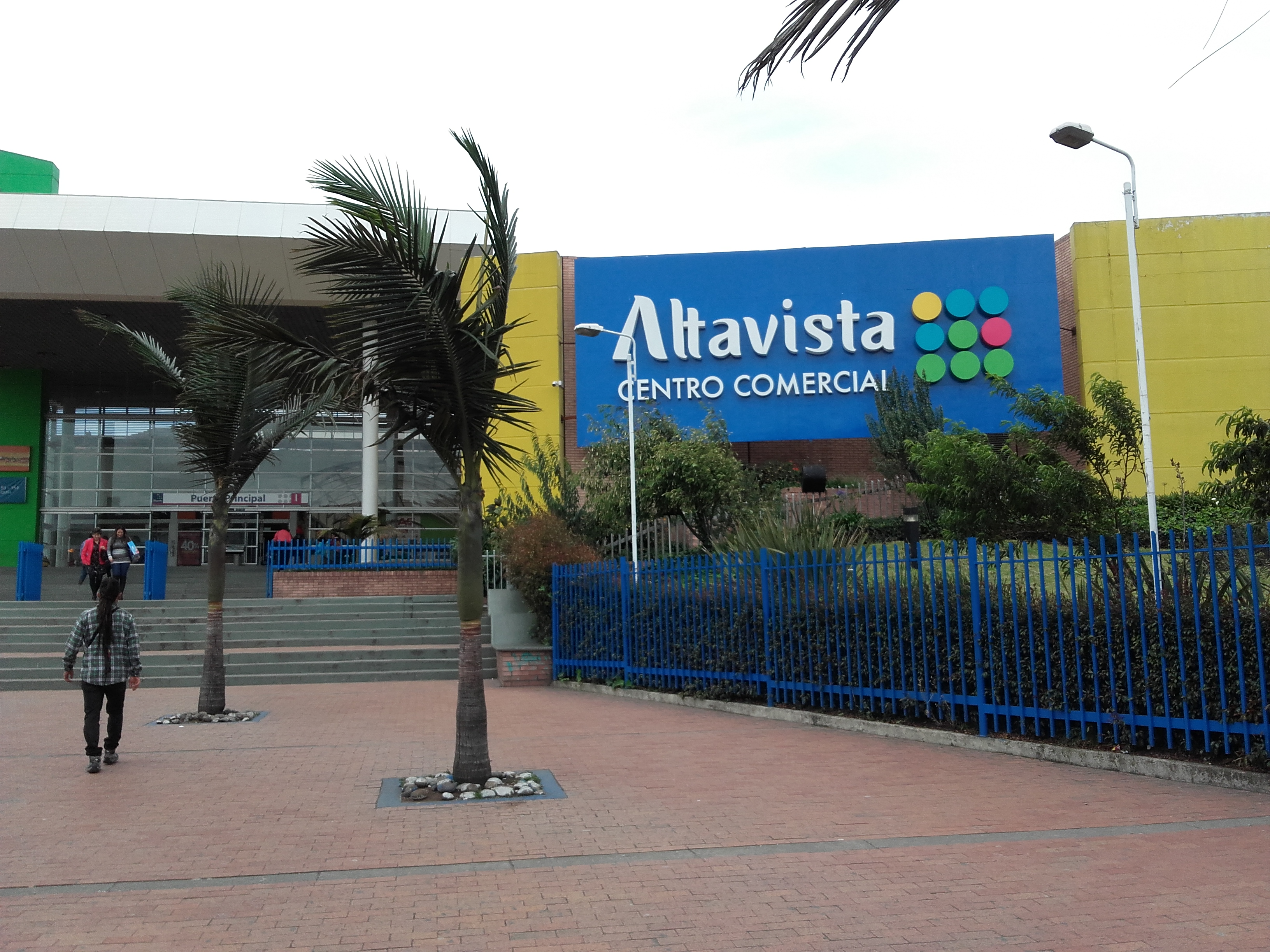
Centro Comercial Altavista.

La localidad de Usme cuenta con una Casa de la Cultura, al mismo tiempo casa del consumidor, ubicada en la Carrera 14 # 136 A - 13 Sur. en el que se busca fortalecer las prácticas artísticas, culturales, patrimoniales y deportivas, y en la que hay una galería de arte local permanente. La localidad también cuenta con un Consejo Local de Arte, Cultura y Patrimonio. Además, cuenta con los siguientes equipamientos culturales:
- AUDITORIO SOMOS U: Se encuentra ubicado dentro de las inmediaciones del Portal Usme de TransMilenio.

- Centro Local de Artes (CLAN) Cantarrana: Se encuentra en la Carrera 1 A Bis n.º 100-45 Sur, frente al parque Cantarrana.

- Biblioteca Público Escolar de La Marichuela: Se encuentra ubicada en la Diagonal 76b Sur #1c-40, Institución Educativa Miguel de Cervantes Saavedra, y hace parte de la Red Distrital de Bibliotecas Públicas - BibloRed desde el año 2018.[45] La Biblioteca ofrece acceso a servicios, programas y colecciones bibliográficas relacionadas con temáticas medioambientales, patrimoniales y sociales, de interés para sus diferentes tipos de público.[46]

### Comunidades indígenas de la región
De acuerdo con las fuentes, cuando Usme era apenas un caserío -año 1480-, el cacique muisca Ubaque lo invadió e incendió. Con esa actitud quería demostrar que estaba dispuesto a conquistar, así fuera por la fuerza, a Usminia, la hija del jefe indígena Saguanmachica , quien gobernaba la tribu de Los Sutagaos , primeros pobladores de la zona. Desde entonces, Usme concentró a las comunidades de la gran familia Chibcha. Uno de los relatos fundacionales del territorio, entonces, indica que su nombre lo deriva de una indígena llamada Usminia.
Actualmente residen 6 comunidades indígenas reconocidas por parte del Ministerio del interior: 
- Cabildo Ambiká Pijao: El pueblo Pijao, históricamente, ocupó gran parte el Departamento del Tolima, Huila y parte de los departamentos del Cauca, Valle, Quindío, Risaralda, Caldas y Cundinamarca. En el año 1995, en el barrio comuneros, en la localidad de Usme, se empiezan a reunir un número de familias indígenas Pijao, con el propósito de retomar la idea de la creación de un cabildo, donde los usos y costumbres se pudieran recuperar desde el contexto que por condiciones externas le había tocado vivir. Luego de un proceso de doce años, en 2005 el Cabildo Ambiká Pijao recibe el reconocimiento por parte del Ministerio del Interior y de Justicia –Hoy Ministerio del Interior.

- Embera
- Inga
- Uitoto
- Pastos
- Nasa

En los últimos años se han descubierto nuevos hallazgos arqueológicos ubicados en la Hacienda del Carmen.Allí, Luisa Ramírez, magíster en Antropología, se dedica a cavar el terreno en búsqueda de restos indígenas, que comenzaron a aparecer en el 2008 mientras se construía una urbanización.
Entre el 2009 y 2010, se ha encontrado 35 nuevas tumbas pertenecientes a tribus nativas de esta localidad, que se suman a otras 50 previamente halladas y que datan del año 1.200 al 1.600.

### Sitios de interés
- Plaza fundacional: En ese lugar todavía se conservan de manera casi intacta edificios de la época colonial.

- Cementerio indígena: Se encuentra en los terrenos de la Hacienda El Carmen. Allí se pueden encontrar cerca de 1000 despojos con una antigüedad superior a los 2000 años, y restos humanos de cerca de 30 personas.

- Planetario de Usme: Usme cuenta con el domo más grande de Colombia, un espacio de 571 m², 23 m de diámetro y una capacidad para más de 500 personas..

- Estación del tren: Es una estación del antiguo Ferrocarril de la Sabana. Es un atractivo de interés histórico ubicado en la vereda La Requilina.

### Actividades Culturales
- Celebración del Día del Campesino: Festividad tradicional campesina realizada en las veredas de la localidad, en la que promueve su gastronomía, su música (Popular, Campesina, Carranguera), sus actividades laborales, (ganadería, agricultura).

- Festividad del Agua: Festividad que rescata y promueve la conservación de las fuentes hídricas.

- Toma de Teatro: Actividades teatrales de compañías locales y distritales.

- Usmetal Festival: Festival de Metal, generado de un proceso local iniciado en 1998 y que se consolida en 2004 con la realización de su primera versión. Ha venido fortaleciendo profesionalmente el género Metal con actividades de formación a las bandas participantes, también ha tenido participación e incidencia a nivel distrital, y gracias a esto en la actualidad es uno de los más reconocidos e importantes espacios para la música extrema, reconocimiento ganado en la escena metalera nacional, los entes culturales e institucionales.

- Festival Hip-Hop: Espacio y escenario para el hip hop, que comenzó a tomar forma a partir de los primeros conciertos en 1996 como: Rapaz. Actualmente se desarrolla teniendo en cuenta sus cuatro elementos, Dj, MC, Graffiti y Break Dance.

- Usmekistan Metal Party: Festividad metalera que pretende mostrar las propuestas emergentes de la localidad. Entre sus actividades más particulares se contempla el "One Minute Fighting" en medio del concierto.

## Deporte
- Parque Ecológico Distrital Entrenubes: Es uno de los pocos parques naturales de Bogotá, destinado al ecoturismo con previo contacto de autoridades y guías competentes de la zona, donde se conserva parte de la fauna y flora propias de esta zona del sur de Bogotá.

- Parque Cantarrana: Es una presa seca construida por la Alcaldía de Bogotá y por la Empresa de Acueducto y Alcantarillado de Bogotá para poder contener las aguas del río Tunjuelo. Este parque posee pista de patinaje, cancha de fútbol, pista atlética y tres miradores, además de estar al borde del río con los senderos ecológicos.[50]
- Dentro de la localidad existe un complejo deportivo ubicado en el Barrio Virrey en la parte de alta de Usme, donde hay piscina, parque y canchas de tejo, además de espacio para realizar ejercicio. A pocos metros se encuentra el Centro de Desarrollo Local, donde hay espacios culturales, deportivos, recreativos y académicos con acceso gratuito.

## Salud

### Hospitales
- Hospital de Usme: Calle 136 Sur # 2-37

### Centros de Atención Médica Inmediata (CAMI)
- CAMI Usme: Carrera 13 n.º 135 A - 42 Sur
- CAMI Santa Librada: Carrera 9 B n.º 75 - 49 Sur

### Unidades Primarias de Atención (UPA)
- UPA La Marichuela: Calle 76 Sur n.º 14 - 74
- UPA Yomasa: Carrera 10 # 85 A - 06 Sur
- UPA Santa Marta: Calle 68 B Sur # 9 A - 29
- UPA La Reforma: Carrera 6 B Este # 89 - 44 Sur
- UPA Lorenzo Alcantuz: Carrera 5 # 103 - 10 Sur
- UPA La Flora: Carrera 14 B Este # 74 B - 44 Sur
- UPA Danubio: Carrera 41 # 55 - 65 Sur
- UPA Fiscala - San Camilo: Diagonal 65 C Bis Sur # 4 G - 65

### Centros de Atención Prioritaria de Salud (CAPS)
- CAPS Betania: Calle 76 B Sur # 7 - 64

### Unidades Básicas de Atención (UBA)
- UBA Arrayanes: Carrera 14 A Este n.º 92 - 35 Sur
- UBA El Destino: Kilómetro 7 Vía Usme-Sumapaz

### Otros centros médicos
- Unidad Médica y Odontológica Santa Pilar: Cra 14 # 74 C - 03 Sur
- Centro Médico San Camilo

## Educación
Según estudios de la Secretaría de Educación, el 93% de los estudiantes de la localidad, aproximadamente 66.000, están inscritos en colegios distritales y el 7% en colegios operados en concesión, aproximadamente 4.900.

### Colegios
- IED Tenerife Granada Sur
- Colegio Técnico Paulo Freire (IED)
- Colegio Miravalle( IED)
- Colegio La Salle - Juan Luis Londoño (IED)
- Colegio Diego Montaña Cuéllar
- Centro Educativo Distrital Rural Olarte[54]
- IED Virrey Solis[55]
- IED Brasilia[56][57]
- Colegio Ofelia Uribe de Acosta[58]
- Colegio Orlando Fals Borda[59]
- IED El Destino[60]
- IED Chuniza[61]
- IED Agrupación de colegios rurales Usme Alto[62]
- IED San Cayetano
- IED Gabriel García Márquez (Las violetas)
- IED Miguel de Cervantes Saavedra

## Símbolos

### Bandera
La Bandera de la localidad de Usme fue aprobada por el acuerdo local 003 de 2023 Diseñada por Jaime beltran y se basa en la tradición prehispánica muisca. 
Se compone de un fondo beige que representa la tranquilidad y armonía en el territorio. Las líneas discontinuas desde cantón hasta pendiente inferior en marrón representan los pensamientos que entra y salen del rombo, que ocupa la carga de la mitad.
Frente al rombo se divide en forma concéntrica, siendo el exterior de marrón en alusión a la Madre Tierra, el medio en verde la ruralidad y el medio ambiente así como los parques de su área urbana y el interior azul, los cuerpos hídricos que nacen en el Páramo de Sumapaz y los Cerros Surorientales que bañan la localidad.
El circulo amarillo simboliza el amor y la alegría representando al Sol y la Luna en dos anfibios antropomórficos, que surgen del mito de la creación.

### Himno
En el mismo Acuerdo local también se adoptó el Himno compuesto por la letra del autor Nabonazar Cogollo y la  Música Sergio Jiménez con el fin de cumplir el Contrato 249 de 2018.
| CORO: Ante el manto esmeraldino de los cerros orientales, entre líquidos cristales que borbotan por doquier... Nuestra Usme generosa es un jardín de manantiales, ¡frailejones y paisajes que sabremos defender! I Cuando el astro rey bendice con sus límpidos destellos sus rincones siempre bellos de gloriosa tradición, pareciera que renace la princesa que hubo en ellos, y la Usminia legendaria es un hechizo en la región. II De su historia que se cubre con el polvo de los siglos se levantan los vestigios de los muiscas bajo el sol, pueblos grandes que trazaron sus senderos y caminos y que unieron sus destinos a la cruz del español. | III Esta tierra de labriegos fue la cuna que amorosa acogió de Marichuela la ilusión del corazón. Hoy emerge siempre altiva, con el alma esplendorosa, proyectada hacia un mañana de igualdad y educación. IV Hoy los hombres y mujeres de la usmeña tierra amada, con la frente levantada y la pujanza a flor de piel, construimos entre todos un futuro de avanzada que dará nueva alborada al territorio siempre fiel. V ¡Adelante con el alma puesta en Usme bendecida! ¡Adelante por la vida, por la fe y la libertad! ¡El hogar que defendemos es memoria que no olvida el valor de los ancestros de orgullosa identidad! |